# Хазза аль-Маджали
Хазза Баракат аль-Маджали (араб. هزاع المجالي‎, 1917 — 29 августа 1960) — иорданский политик, премьер-министр в 1955 и 1959—1960 годах.

## Биография
Родился в 1917 году в городе Мадаба в вилайете Сирия Османской империи в семье Бараката аль-Маджали, одного из шейхов племени Маджали — одного из наиболее многочисленных и влиятельных племён Южной Иордании. Его отец присоединился к Арабскому восстанию и отправил его мать жить к её семье, пока она была беременна. Мать родила Хаззу в своей семье и до 10 лет его воспитывали бабушка и дедушка по материнской линии, потом отец забрал его к себе в эль-Карак. Учился в начальной школе в Маине, затем перешел в школу в эль-Караке, где получил среднее образование. Работал геодезистом-землемером, затем в 1942–1945 клерком в городском суде города Мадаба. Изучал право в Университете Дамаска, где в 1946 получил степень бакалавра. По окончании университета открыл адвокатскую контору в эль-Караке, затем, дополнительно, ещё в нескольких городах.
С начала 1947 – “почётный чиновник” в королевском дворце, был в королевской свите во время визитов Абдаллаха I в Египет, Саудовскую Аравию и Ирак.
В конце 1948 назначен главой муниципалитета Аммана, где занялся строительством и расширением улиц, улучшением водопроводной сети и увеличением числа насосных машин и резервуаров, после чего король наградил его золотым ожерельем в знак признания его заслуг. 
Министр сельского хозяйства в 1950—1951 в правительстве Самира ар-Рифаи, затем министр юстиции. После гибели короля Абдаллаха в июле 1951 участвовал в выборах Палаты представителей и был избран.
Министр внутренних дел в 1953—1954 в правительстве Фавзи аль-Мульки. В 1954—1955 министр юстиции, затем внутренних дел в правительствах Фавзи аль-Мульки и Тавфика Абу аль-Худа, затем снова министр юстиции. В правительстве Саида аль-Муфти снова был министром внутренних дел.
В 1951—1955 состоял в Национально-социалистической партии (одним из основателей которой был сам), некоторое время занимал пост генерального секретаря партии. Был исключён из НСП за принятие министерского поста без согласия партии, после чего присоединился к братьям-мусульманам. В декабре 1955 занимал должность министра иностранных дел, затем занимал этот пост в мае—сентябре 1959 в своём правительстве. Был сторонником внешнеполитического сближения Иордании с США и Великобританией.
15 декабря 1955 года назначен премьер-министром Иордании, после чего сразу приказал при разгоне демонстраций протеста «открывать огонь, если необходимо», в результате чего уже 16 декабря 40 человек были убиты в Аммане во время демонстрации против присоединения Иордании к Багдадскому пакту. Будучи сторонников присоединения к Багдадскому пакту, аль-Маджали достиг в этом вопросе «полного взаимопонимания» с генералом Темплером, начальником Генштаба британской армии, который прибыл в Амман поторопить власти Иордании с вступлением в пакт. Однако на пятый день своего существования правительство аль-Маджали подало в отставку. С апреля 1956 издавал и редактировал еженедельную газету «Голос Иордании». В 1958 назначен министром королевского двора. С мая 1959 до августа 1960 — премьер-министр.
В августе 1060 обратился к королю с петицией о роспуске Палаты представителей (в связи с развернувшейся дискуссией о присоединении страны к блоку СЕНТО). Это произошло, но Высший совет по толкованию Конституции отменил данное решение.
29 августа 1960 года в 11.30, во время приёма граждан, в его офисе взорвалась бомба замедленного действия, заложенная в его рабочем столе. Жертвами взрыва, кроме него, стали также десять человек из его окружения. Власти Иордании обвинили в покушении четверых арабов-палестинцев. Следствие посчитало, что они исполняли заказ главы сирийских спецслужб Абд аль-Хамида аль-Сарраджа при участии спецслужб Египта. По оценкам аналитиков, заговорщики ожидали, что убийство аль-Маджали спровоцирует в Иордании восстание против короля Хусейна. По другой версии целью покушения был король Хусейн, посетивший данный офис за несколько часов до взрыва. 31 декабря 1960 обвиняемые по делу о подрыве были публично повешены в Аммане.
Его дети:
- сын Амджад — был послом в Бахрейне и Греции и министром труда в правительстве Али Абу-Рагеба.
- сын Айман (род. 1949) — был начальником королевского протокола, депутатом парламента, министром информации, министром по делам молодёжи и вице-премьером в правительстве Абдуррауфа ар-Равабде.
- сын Хуссейн (род. 1960) — генерал-лейтенант, был министром внутренних дел, министром муниципальных и сельских дел в правительстве Абдаллы Энсура.
- дочь, принцесса Тагрид — замужем за Мухаммадом ибн Талалом, братом короля Хусейна и дядей короля Абдаллы II.
- дочь Зейн — бизнесвумен.

Его двоюродный брат Хабис был начальником Объединённого штаба начальников штабов (Генерального штаба) Иордании в 1958-1975 и министром обороны в 1967-1968.